# Coronació de Maria

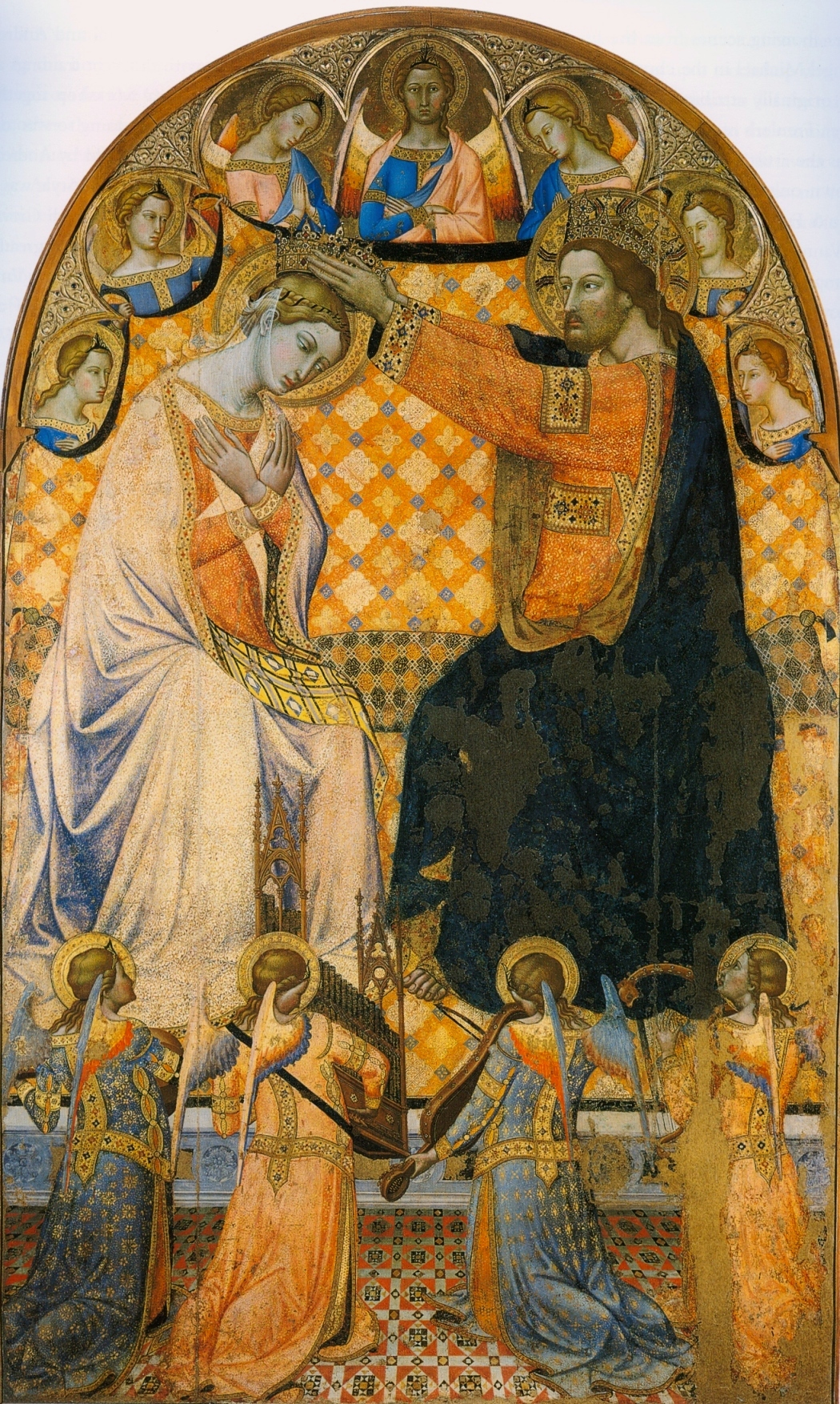
La versió de Giacomo di Minode 1340-1350, una mostra típica de petites pintures gòtiques

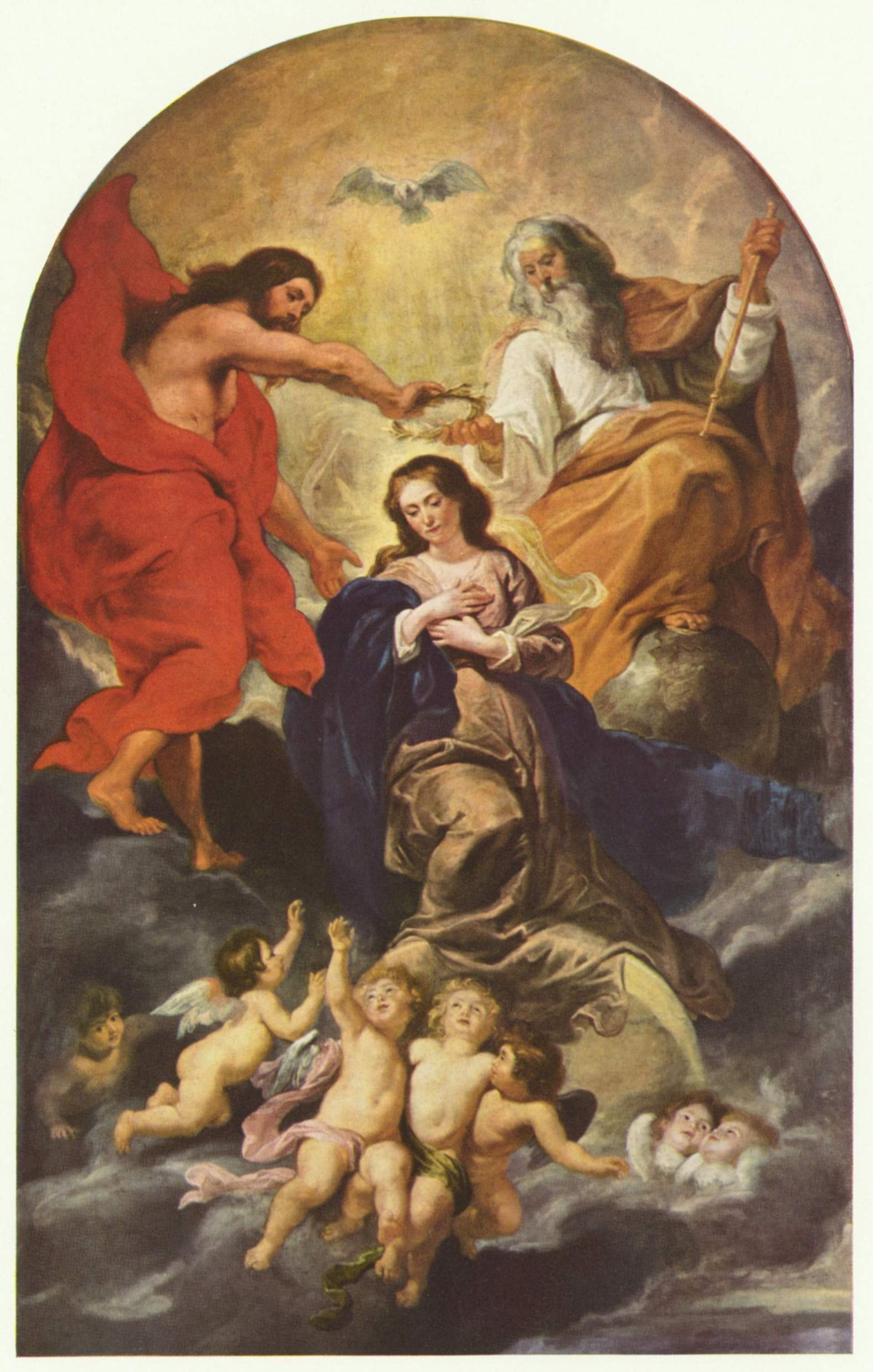
Una versió de Barroc, de Peter Paul Rubens

La Coronació de Maria o Coronació de la Verge és un tema de l'art cristià, especialment popular a Itàlia dels segles XIII a XV, però continuant la popularitat fins més enllà del segle xviii. Jesús, a vegades acompanyat per Déu Pare i l'Esperit Sant en forma d'un colom, posa una corona al cap de Maria com Reina del Cel. A les primeres versions l'escena és un Cel imaginat com una cort terrenal, atesa per sants i àngels; en versions posterior és més sovint vist com un cel blau, amb les figures assegudes en núvols. El tema és també utilitzat sovint per representar la Santíssima Trinitat al complet, a vegades en situacions inusuals. Encara que les Mares de Déu coronades es poden veure en icones Ortodoxes orientals, la seva coronació divina no és habitual. A vegades, Maria és representada en l'art cristià tant Oriental com Occidental, mentre és coronada per un o dos àngels, si bé això es considera un tema diferent.
El tema es va fer popular fruit d'un augment general de la dedicació a Maria en el primer període gòtic, i és un dels temes més comuns de les pintures sobre taula italianes que han sobreviscut del segle xiv, principalment fetes per a situar a altars de capelles laterals d'església. La gran majoria d'esglésies catòliques tenien (i tenen) capelles laterals o "cambrils" dedicats a Maria. El tema sovint es dona en rituals o a les processons populars anomenades Coronaments de maig.
La Coronació de Maria és el cinquè misteri gloriós del Rosari. A l'Església Catòlica, es commemora el 22 d'agost, la setmana següent a l'Assumpció de Maria. Anteriorment la festa era el 31 de maig, al final del mes marià, on el calendari general ara té la Visitació.

## Origen
L'escena és l'episodi final de la Vida de Maria, i segueix la seva Assumpció o Dormició de Maria, que no era encara dogma a l'edat mitjana. La base bíblica es troba en la Càntic dels Càntics (4.8), als Salms (44.11-12) i al Llibre de la Revelació (12.1-7). Un sermó del qual equivocadament es considerava que era de Sant Jeroni i fet servir per treballs medievals estàndards com ara la Llegenda àuria d'altres escriptors. El títol "Reina de Cel", o Regina Coeli, per nomenar Maria es remunta com a mínim al segle xii.
El tema també decrivia la simbologia de Maria com a "Tron de Solomó", és a dir, el tron en el qual el Nen Jesús seu a les imatges d'una Mare de Déu amb Nen. El tron mateix s'identificava com a reial. En general l'art d'aquest període, sovint finançat per la reialesa i la noblesa, considerava cada cop més la cort celestial, com un mirall de la terrenal.

## Composició
En versions anteriors, Maria i Jesús sovint seuen de costat en un tron ample, i típicament només estan acompanyats per àngels en retaules més petits, encara que aquests eren sovint en forma de políptic, i tenien sants en plafons laterals, ara sovint separats. Posteriorment, Déu Pare sovint seu al costat de Jesús, amb l'Esperit Sant que volta entre ells amb Maria agenollant-se davant seu. Jesús i Déu Pare es diferencien normalment per l'edat, i en alguna mesura pels vestits, Déu Pare sovint porta una corona formada de rusc, evocador d'una tiara papal. Pel segle xv es troben algunes altres interpretacions individuals. Del Renaixement en endavant el tema és sovint combinat amb una Assumpció, amb un grup d'apòstols a terra per sota l'escena celestial. A mesura que el plafó central dels retaules es tornava més gran, i quan era l'únic plafó amb predel·la i els plafons laterals es deixaren de fer servir, la Coronació va ser un dels temes més utilitzats com una composició d'alt nivell, especialment si tenia sants o apòstols a terra, a la part baixa de la composició.

## Coronació de Maria
La "corona" de Maria s'ha esmentat d'ençà el segle vi, com "corona virginum", (Corona de Verges) La corona té diversos significats: l'antiga corona de llorer dels Jocs Olímpics indicava victòria i una corona en or i pedres precioses indica poder i riquesa. En la iconografia cristiana, la corona desenvolupa significats religiosos. En un primer mosaic a Ravenna, Itàlia, les verges presenten una corona al Nen i a Maria com a gest d'humilitat.
Maria coronada es veu normalment a l'arbre de Jessè, que accentuen el seu descens reial terrenal de la casa de David, un fet al que es concedia un importància considerable a l'edat mitjana. Santa Maria in Trastevere a Roma, se la mostra com la mare i núvia de Crist, que participa en el seu regne. El text llatí, es va adaptar del Càntic dels Càntics: Tota pulchra es, amica mea, veni conoravi.

## Galeria

### Fins a 1500

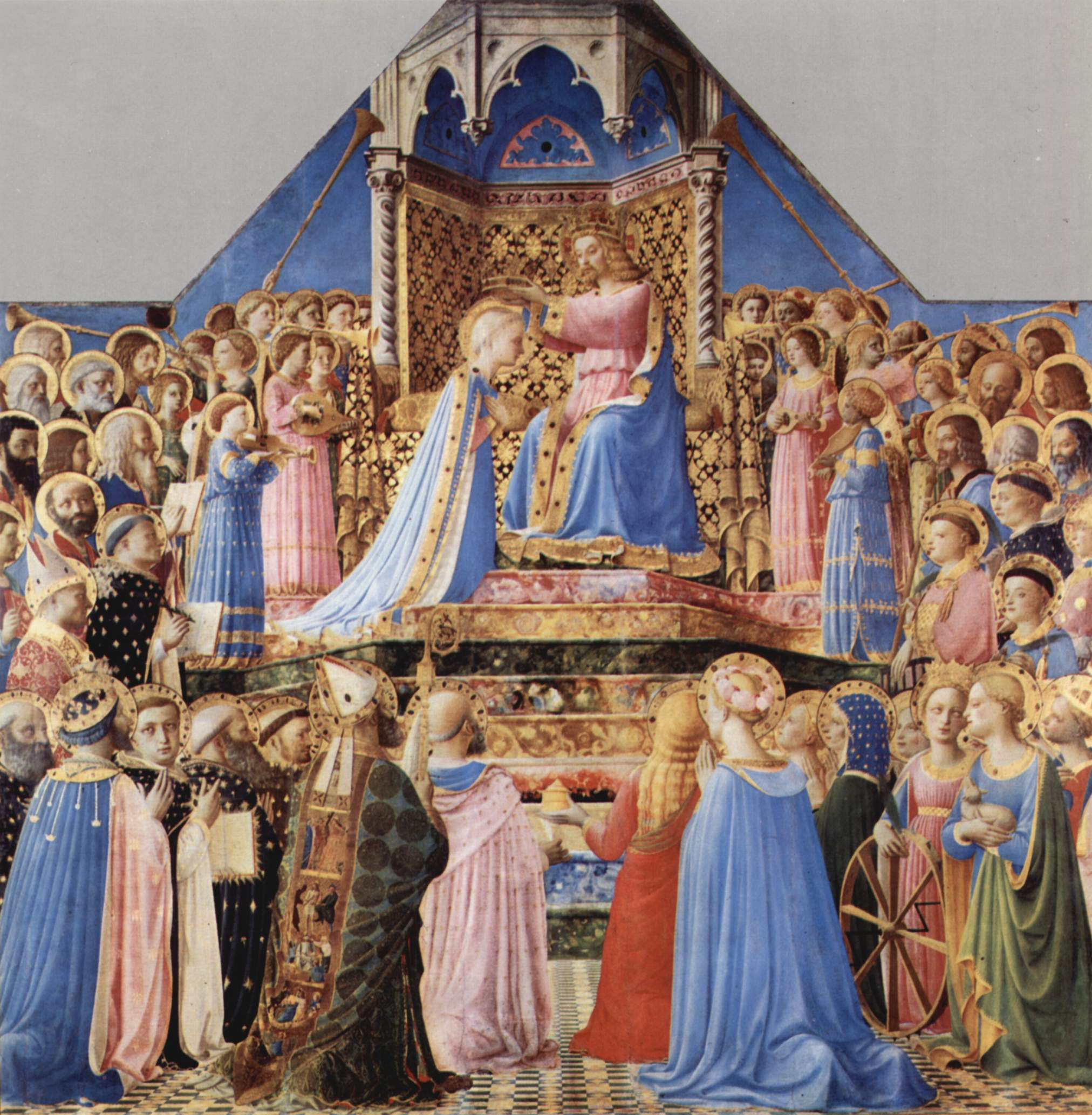
Fra Angelico amb una gran cort
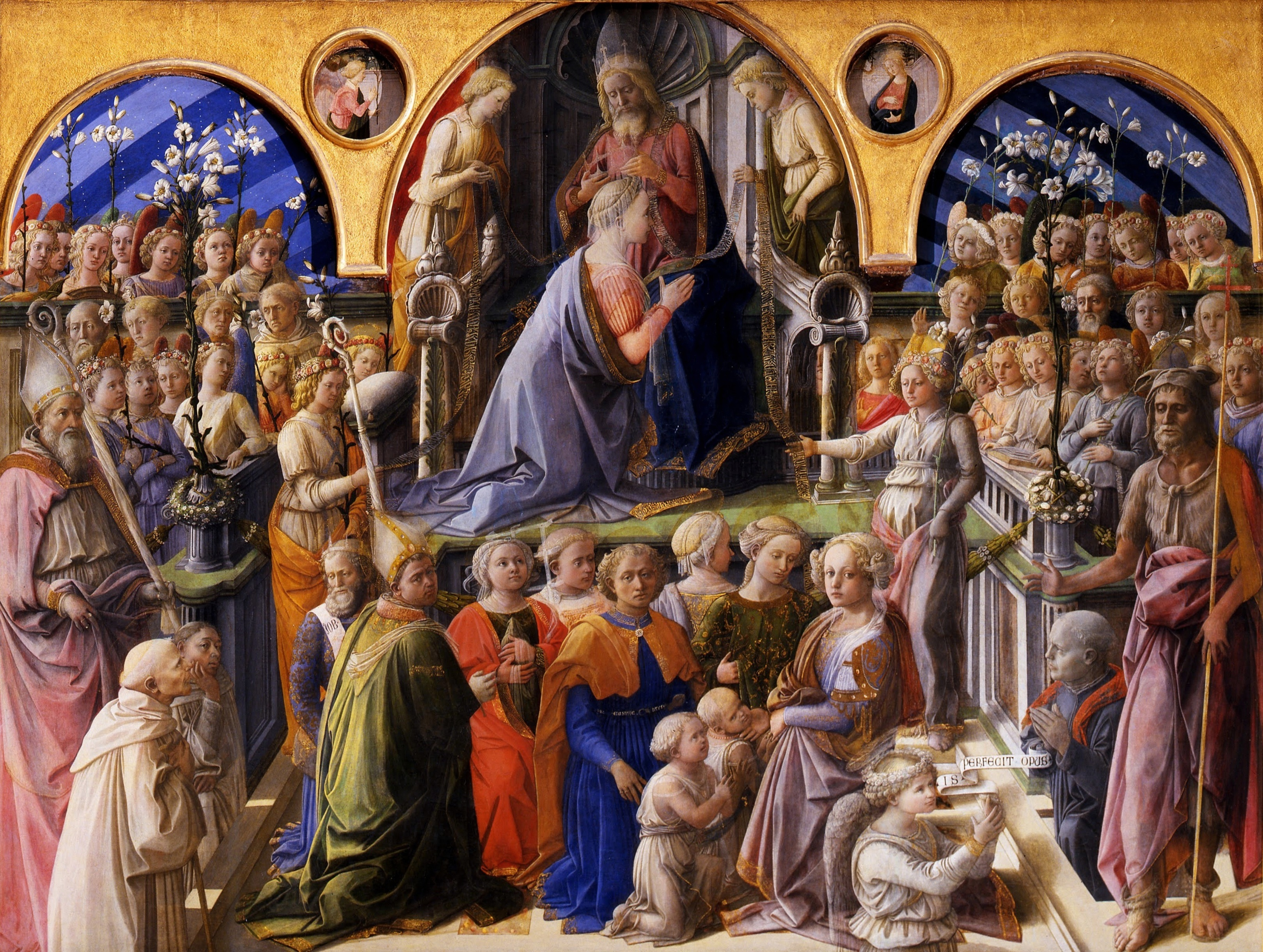
Filippo Lippi
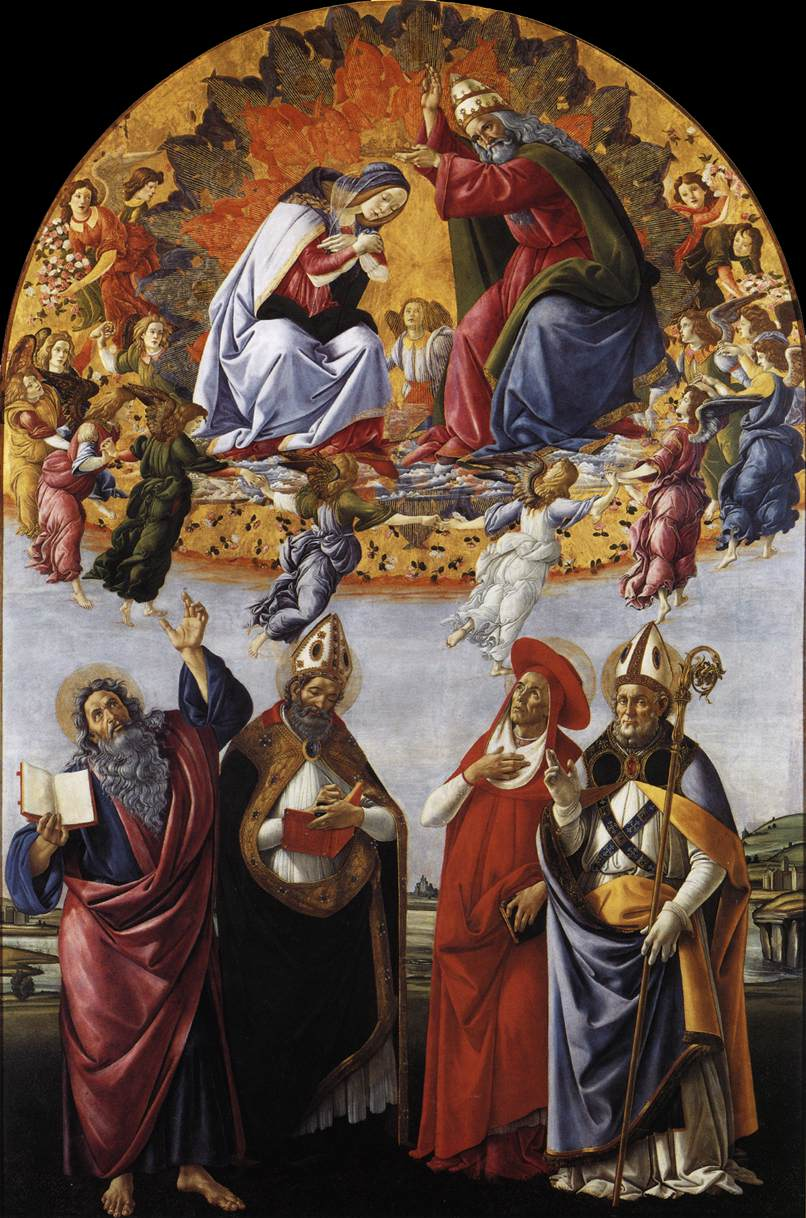
Botticelli, només amb el Déu Pare
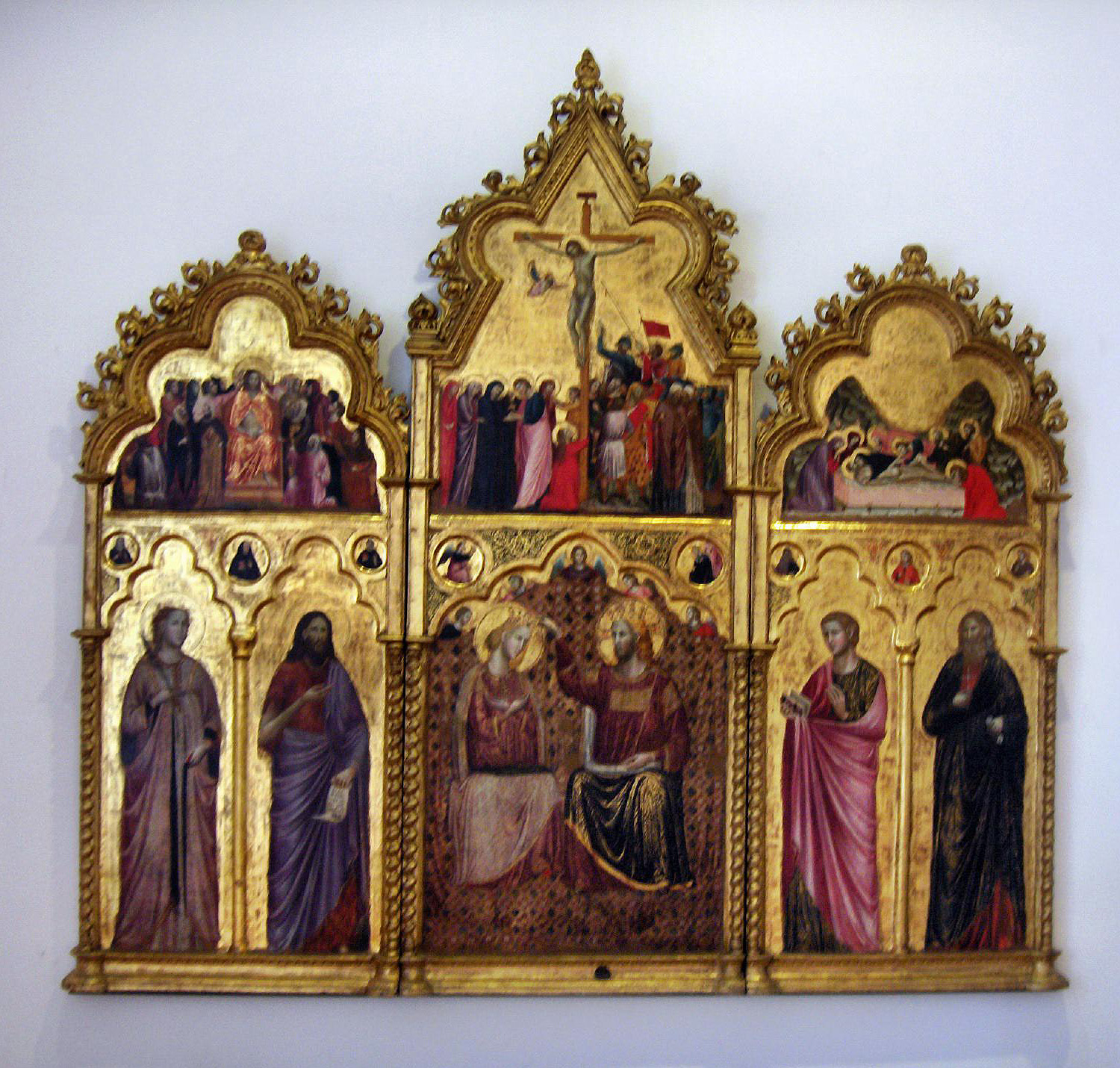
Giuliano da Rimini, segle xiv
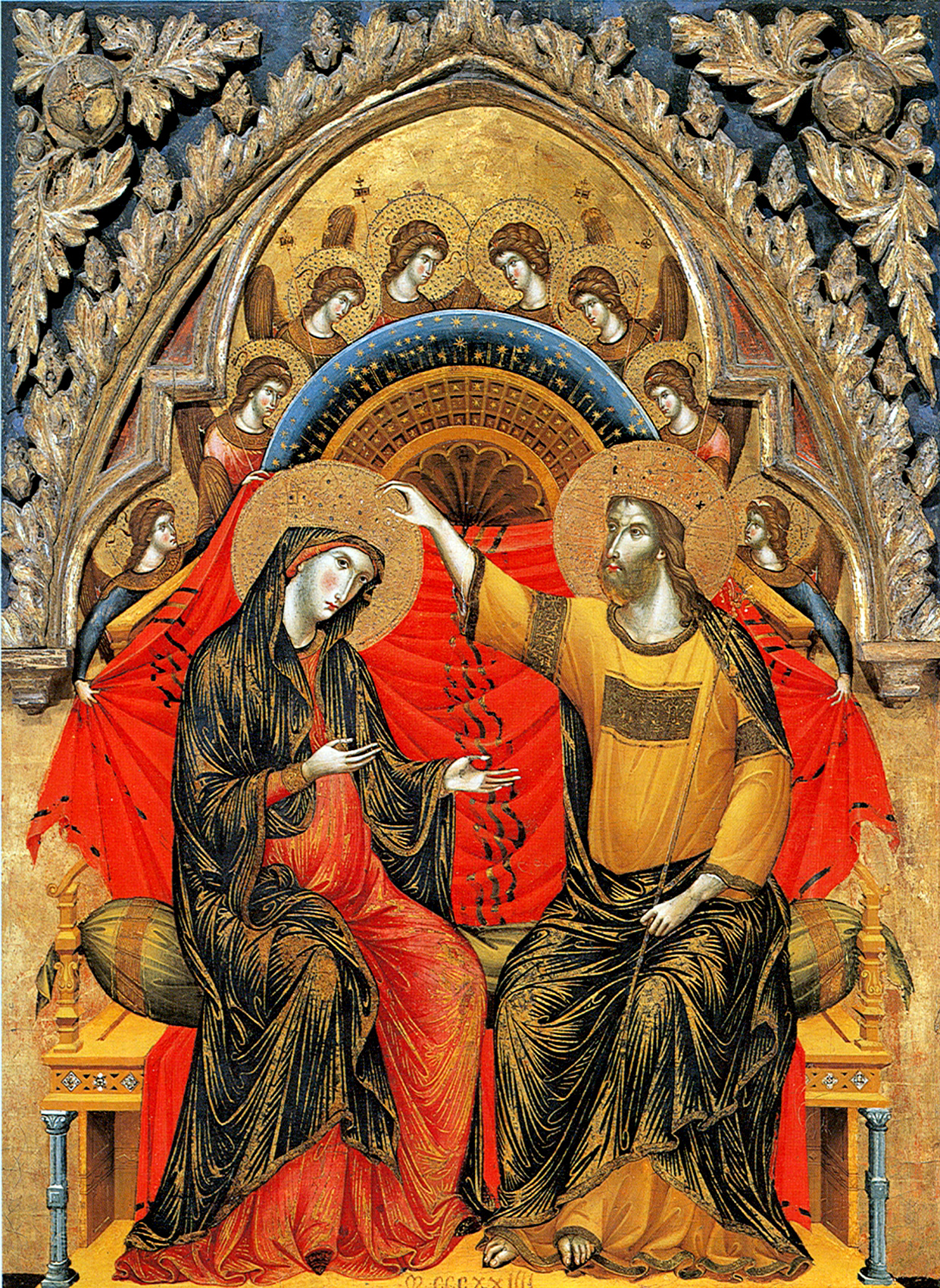
Paolo Veneziano, 1324
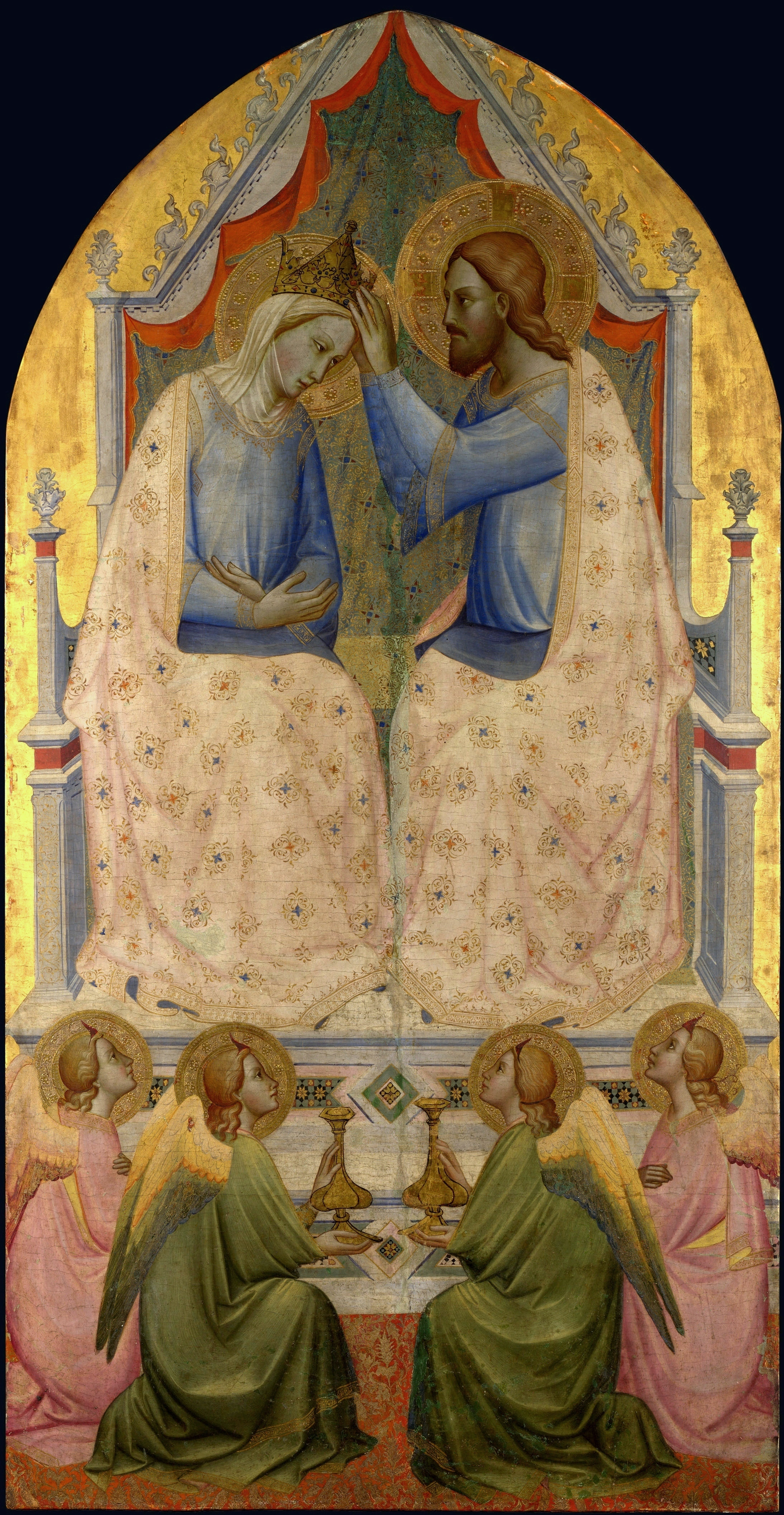
Agnolo Gaddi
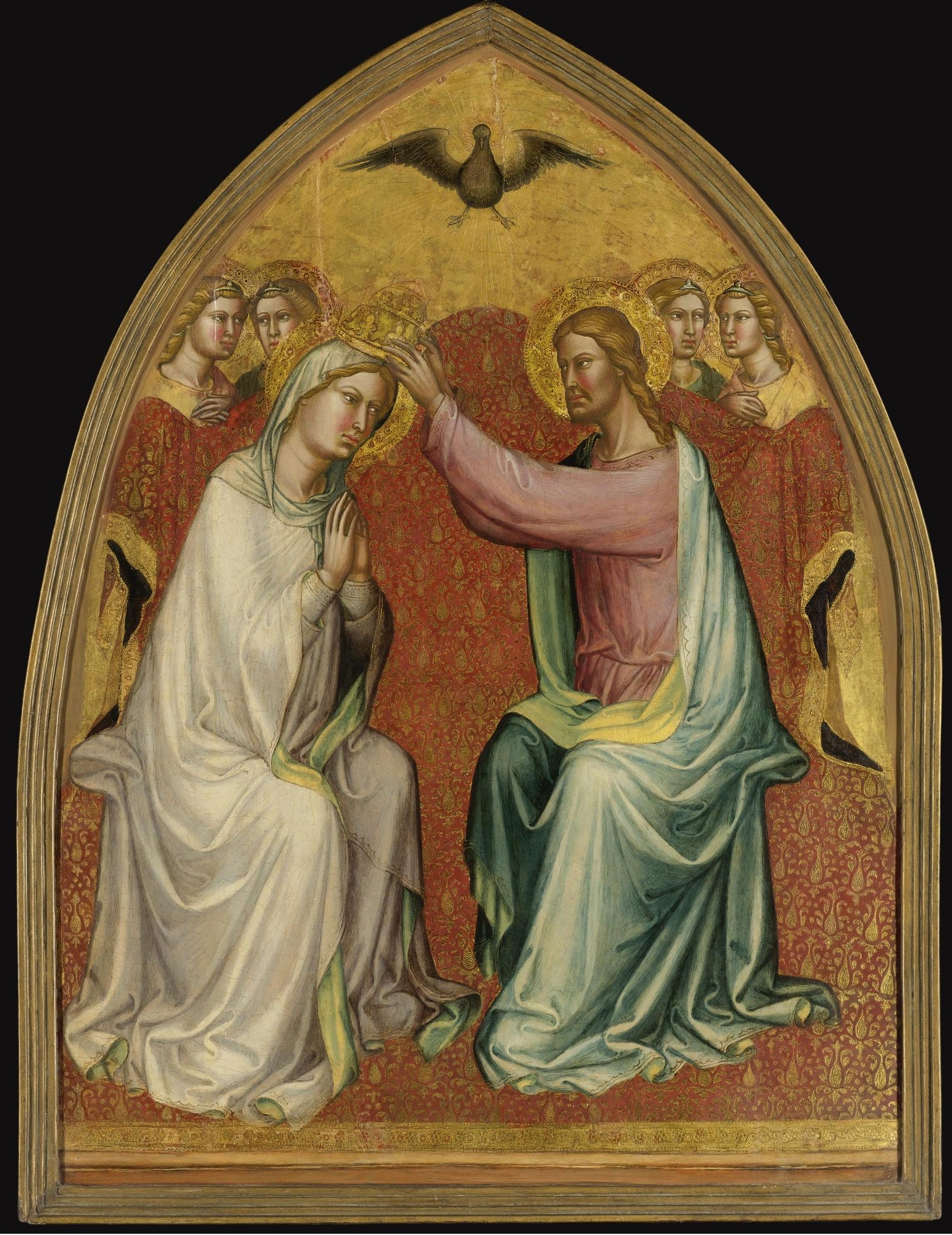
Martino di Bartolomeo, 1400
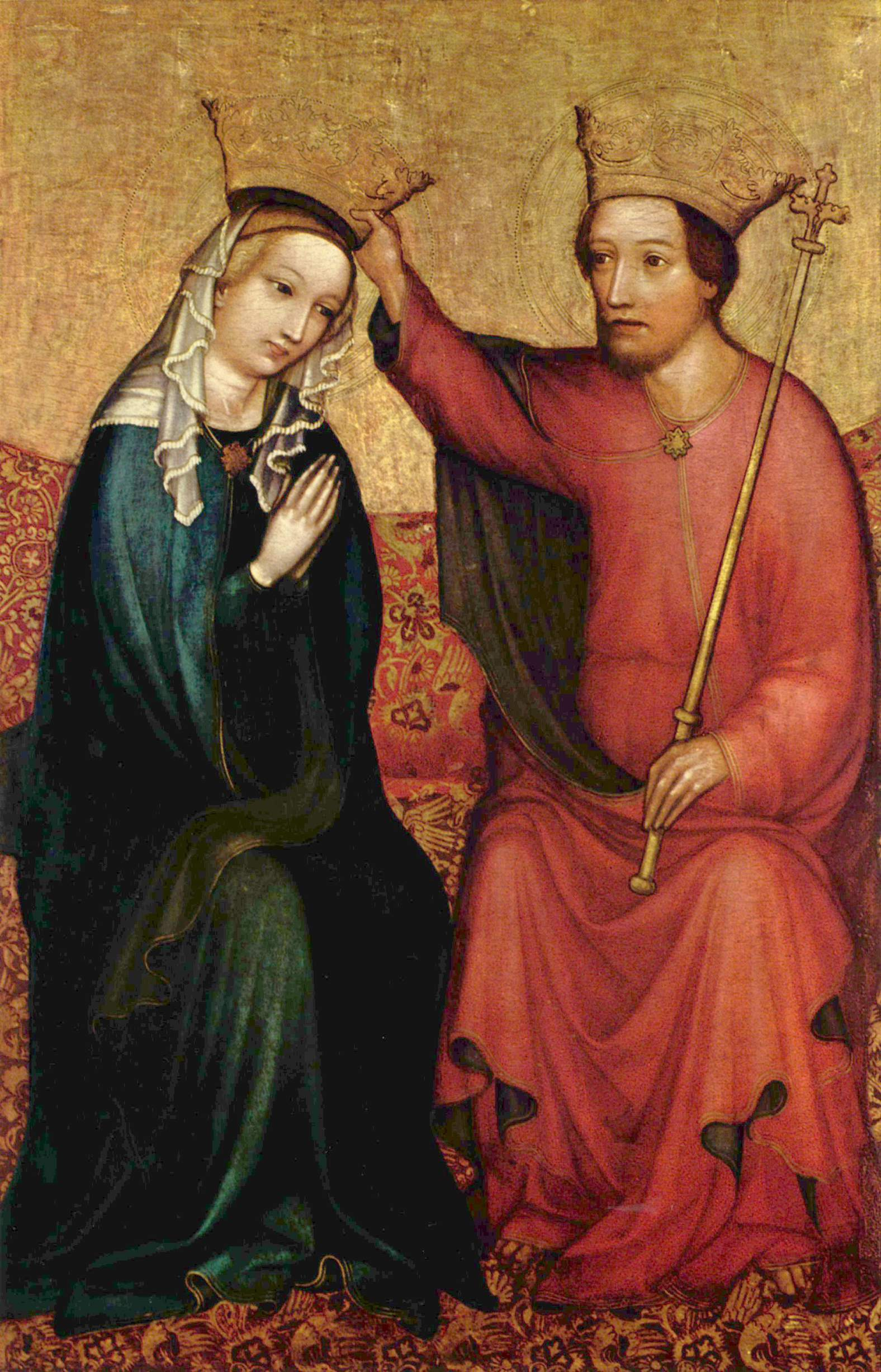
Altar alemany, 1413-1422
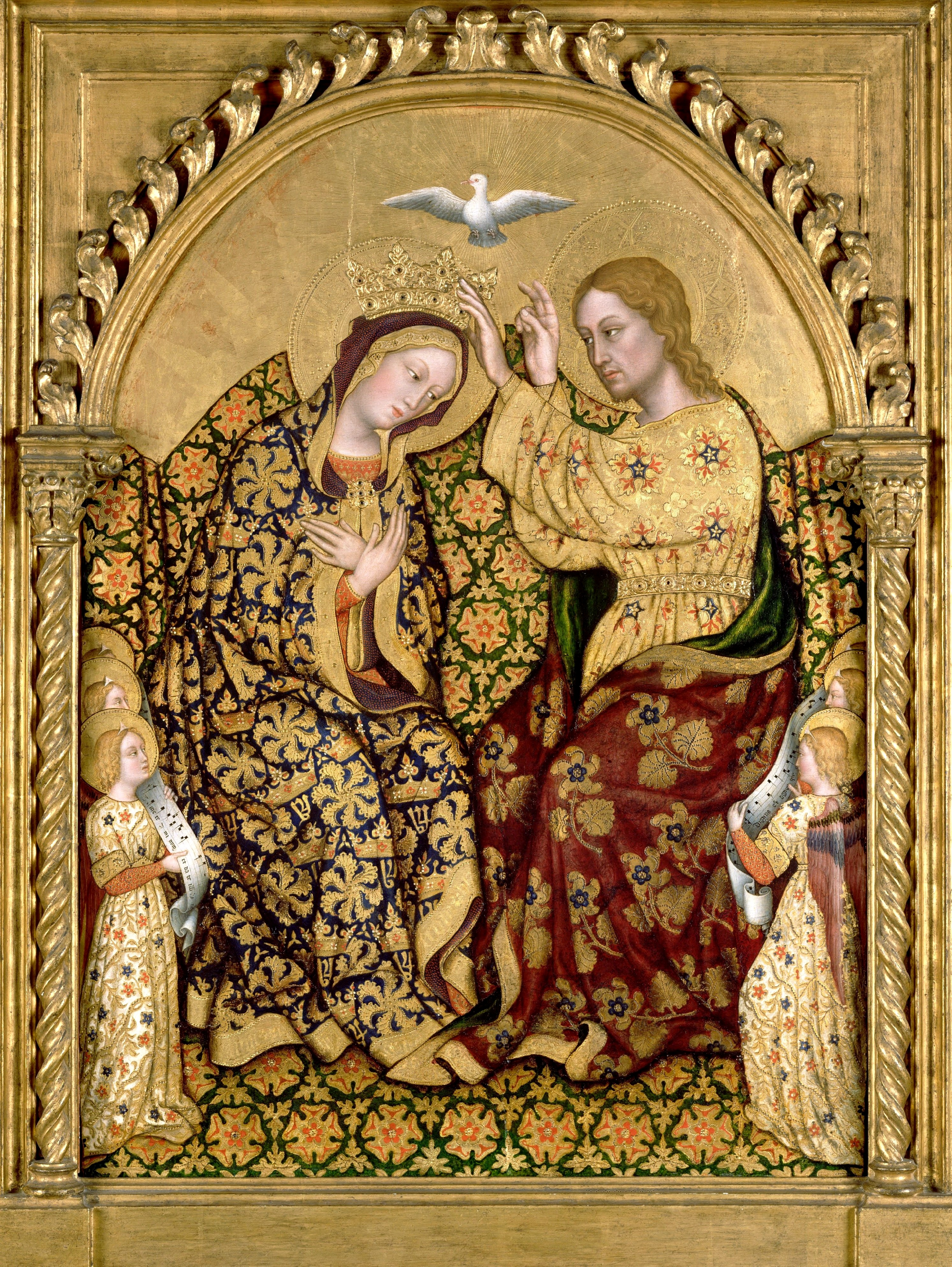
Gentile da Fabriano, 1422-1425
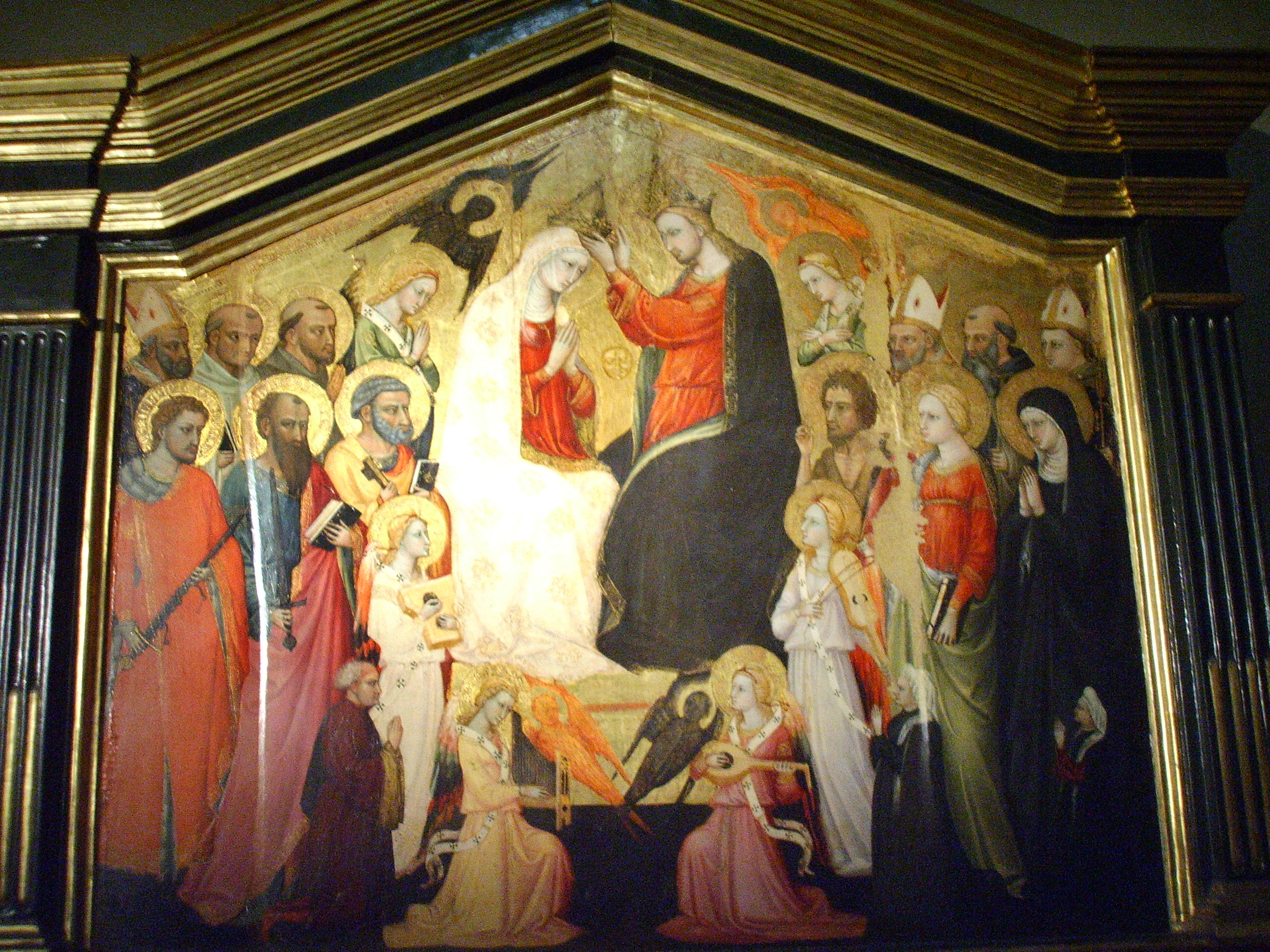
Bicci di Lorenzo, 1430
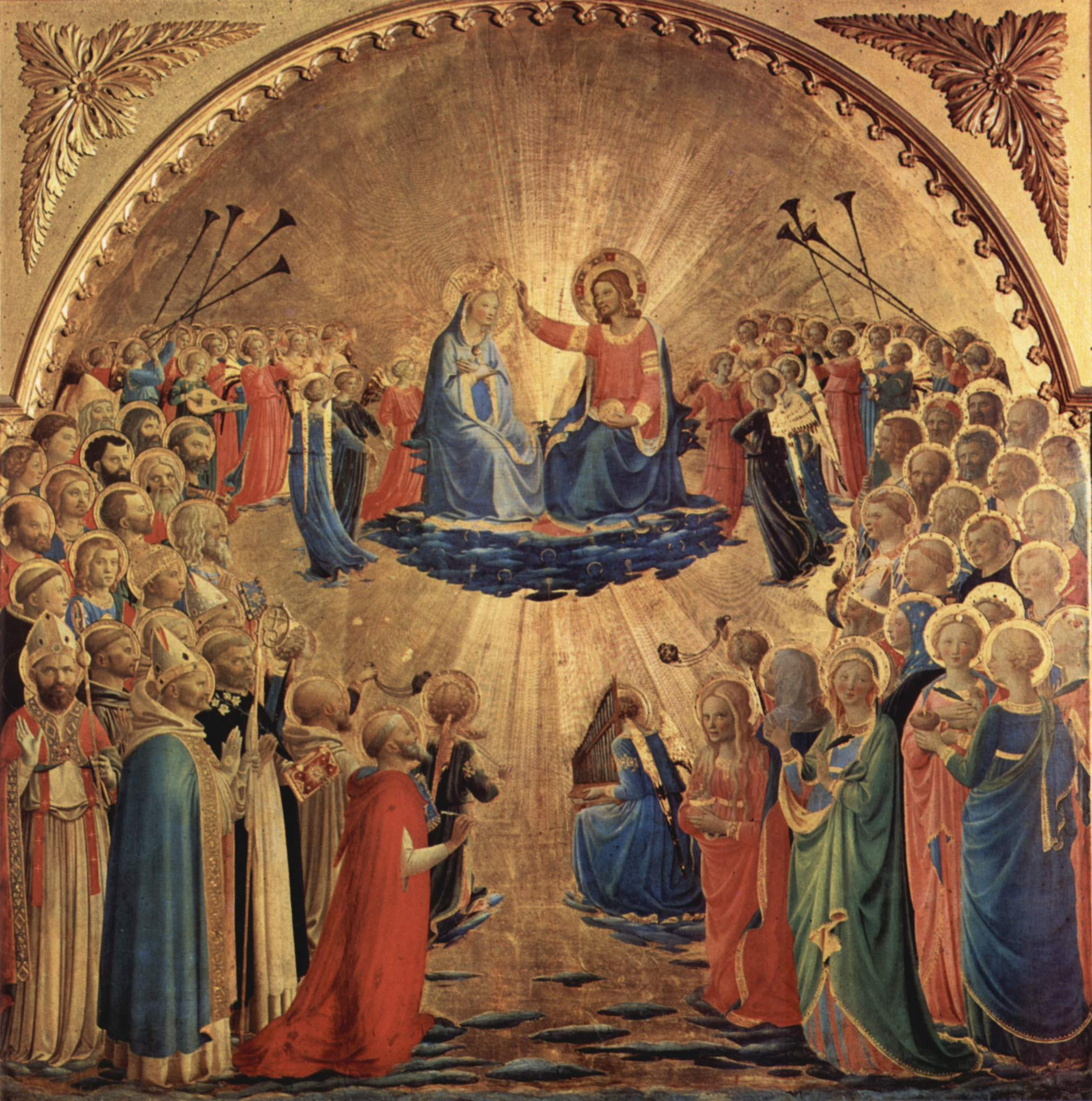
Fra Angelico, 1434-1435
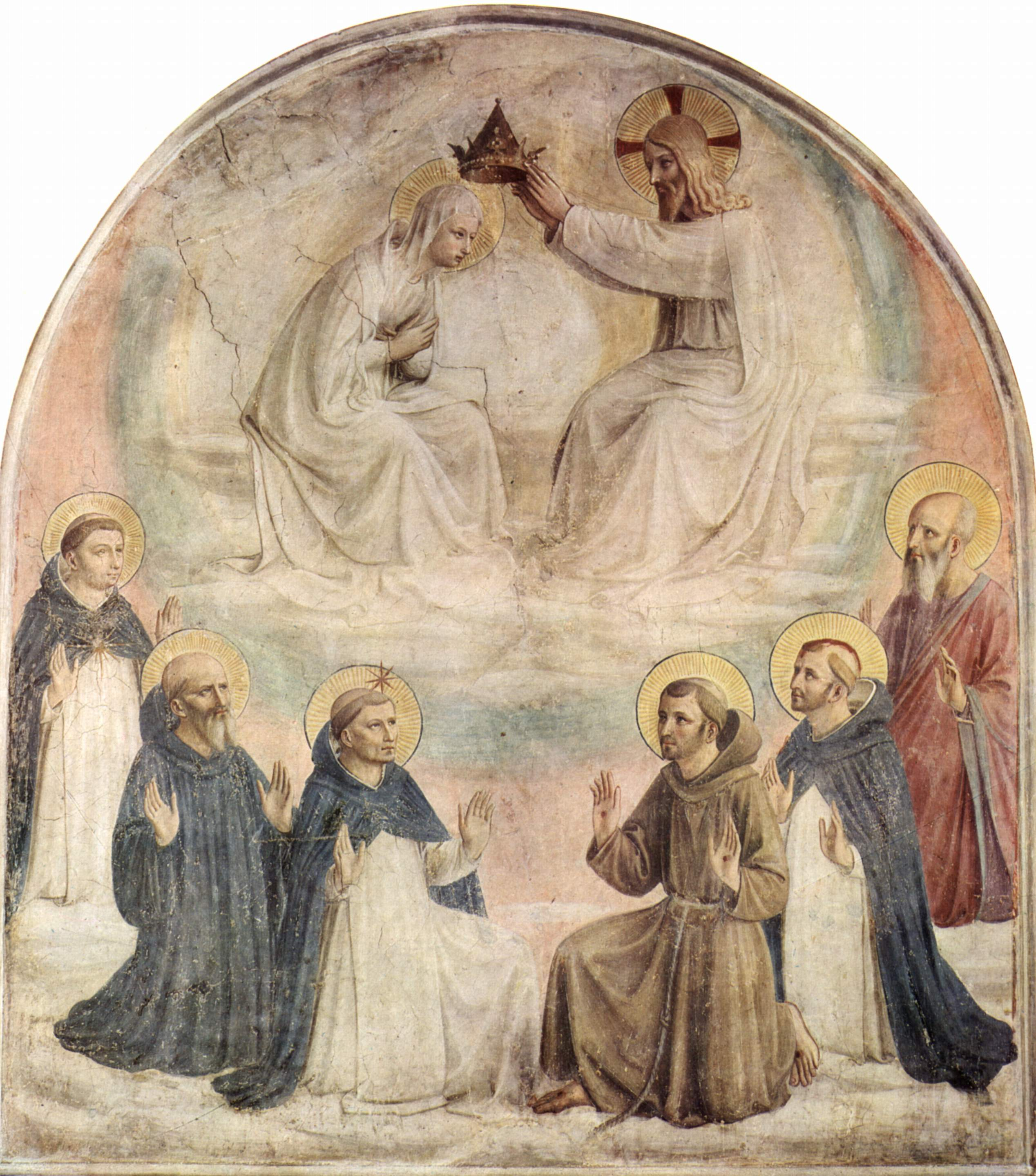
Fra Angelico, 1437-1446
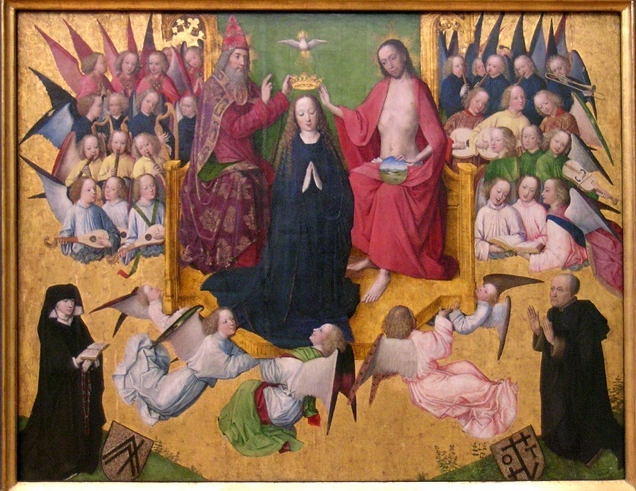
Alemany versió del segle xv amb donants, Màster de la Vida de la Mare de Déu
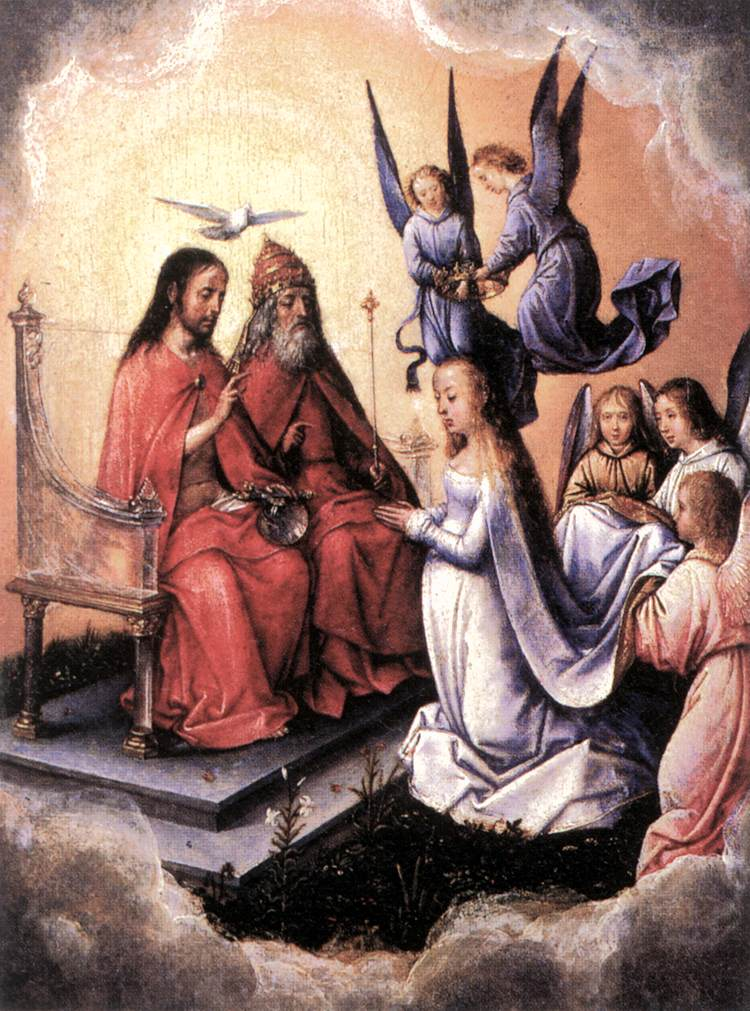
Michel Sittow, 1492-1496
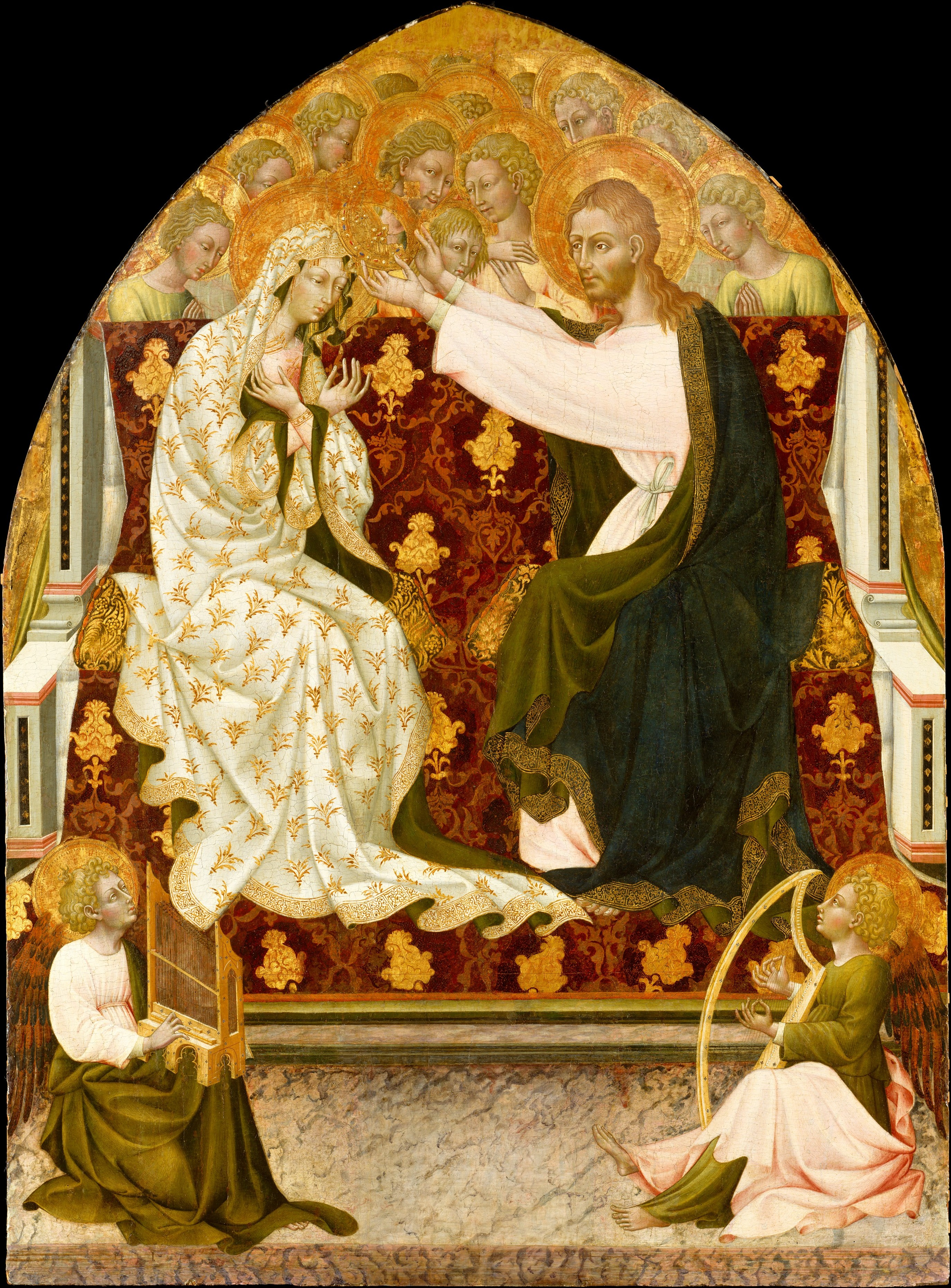
Giovanni di Paolo, 1455
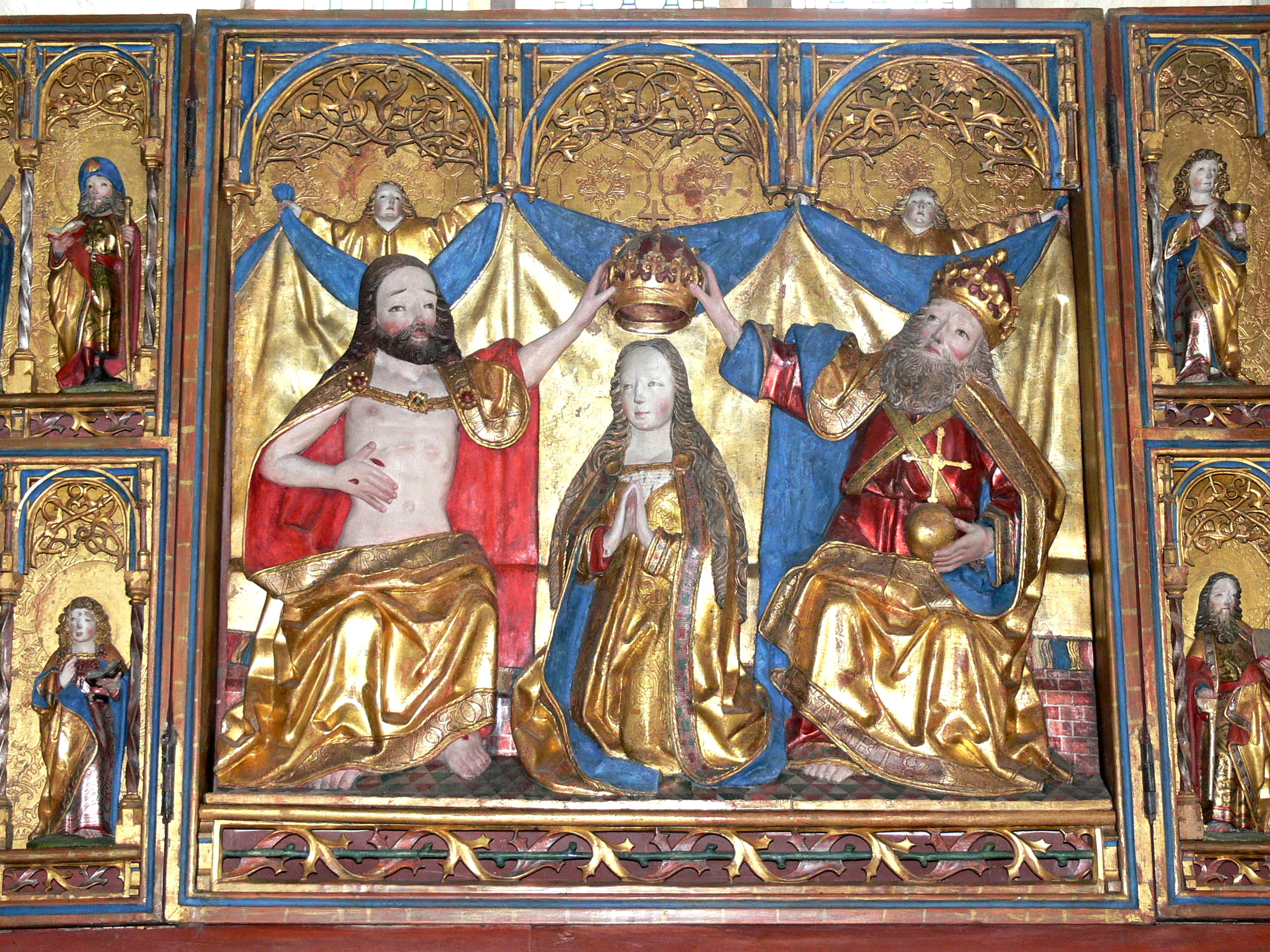
Retaule suec del segle xv en fusta tallada i policromada

### Trinitats inusual

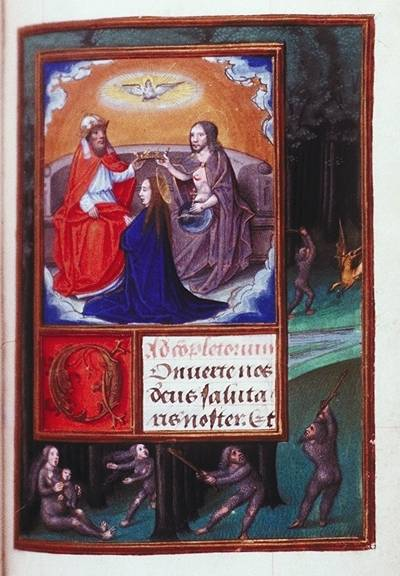
Representació convencional de la Trinitat, amb Crist mostrant les ferides de la Passió
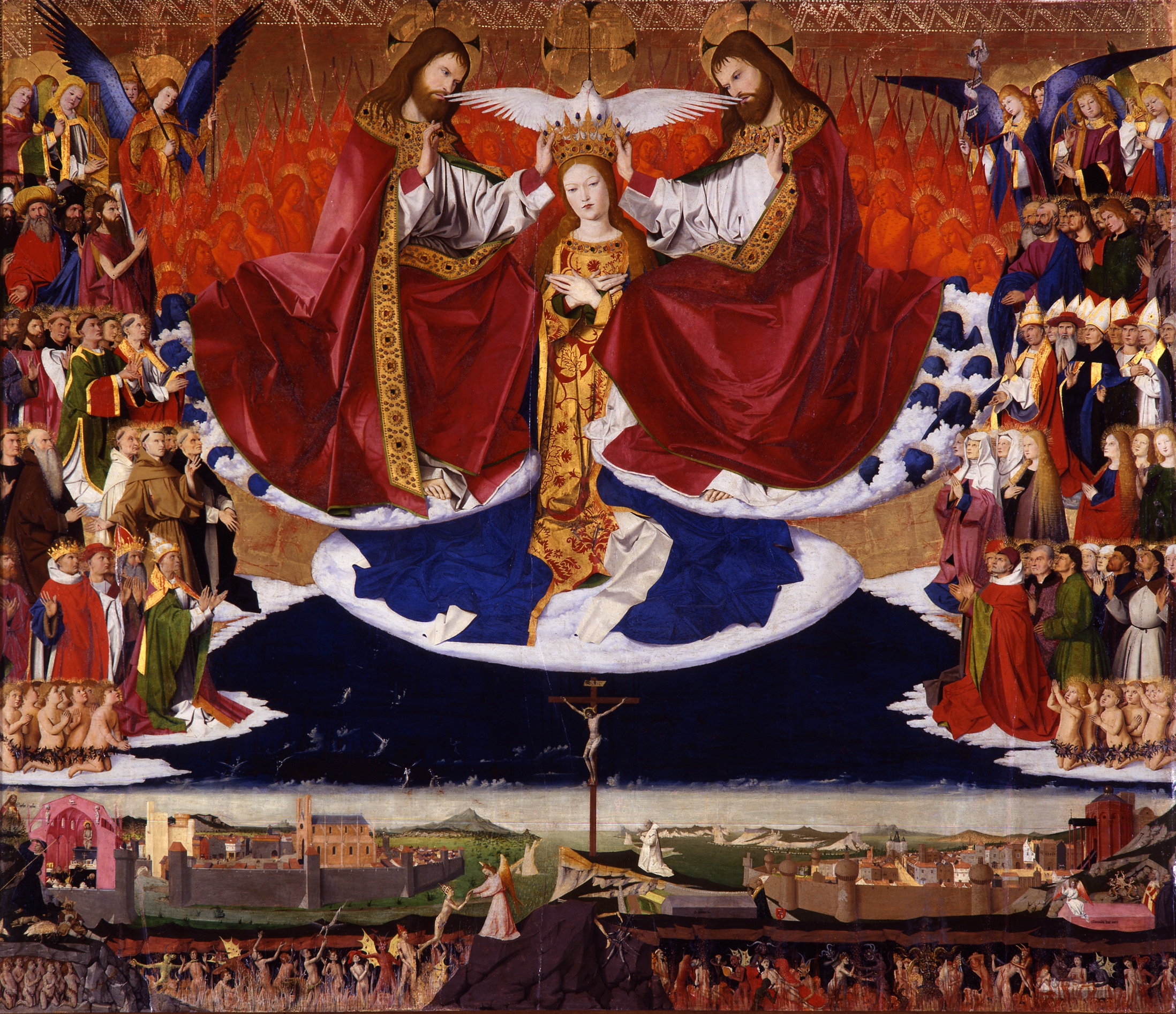
Enguerrand Charonton amb Crist i Déu Pare com figures idèntiques, tal com va especificar el clergue que va encarregar el treball
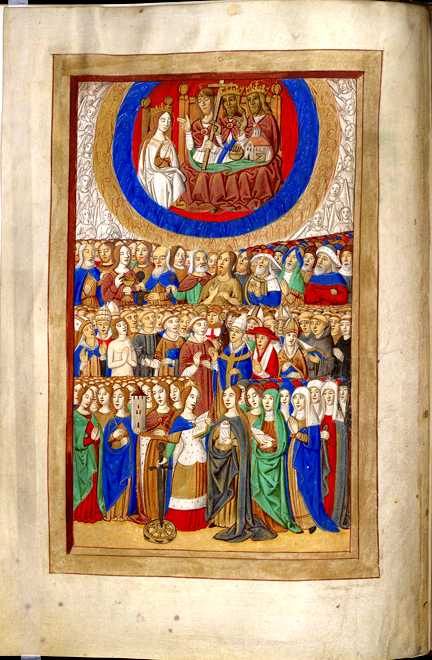
Pàgina d'un llibre d'hores, amb tres figures humanes com a Trinitat
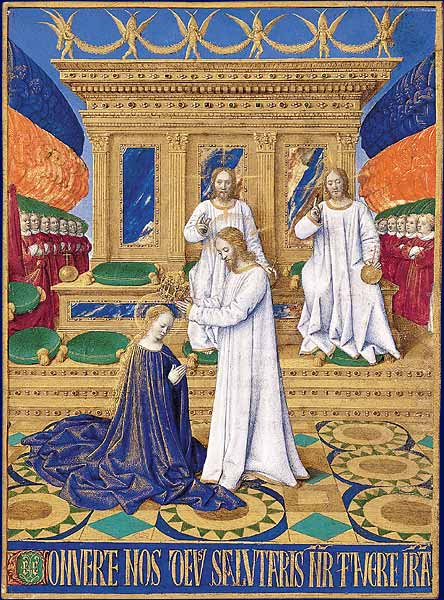
Jean Fouquet, també amb tres figures humanes

### Posteriors a 1500
Combinat amb l'Assumpció

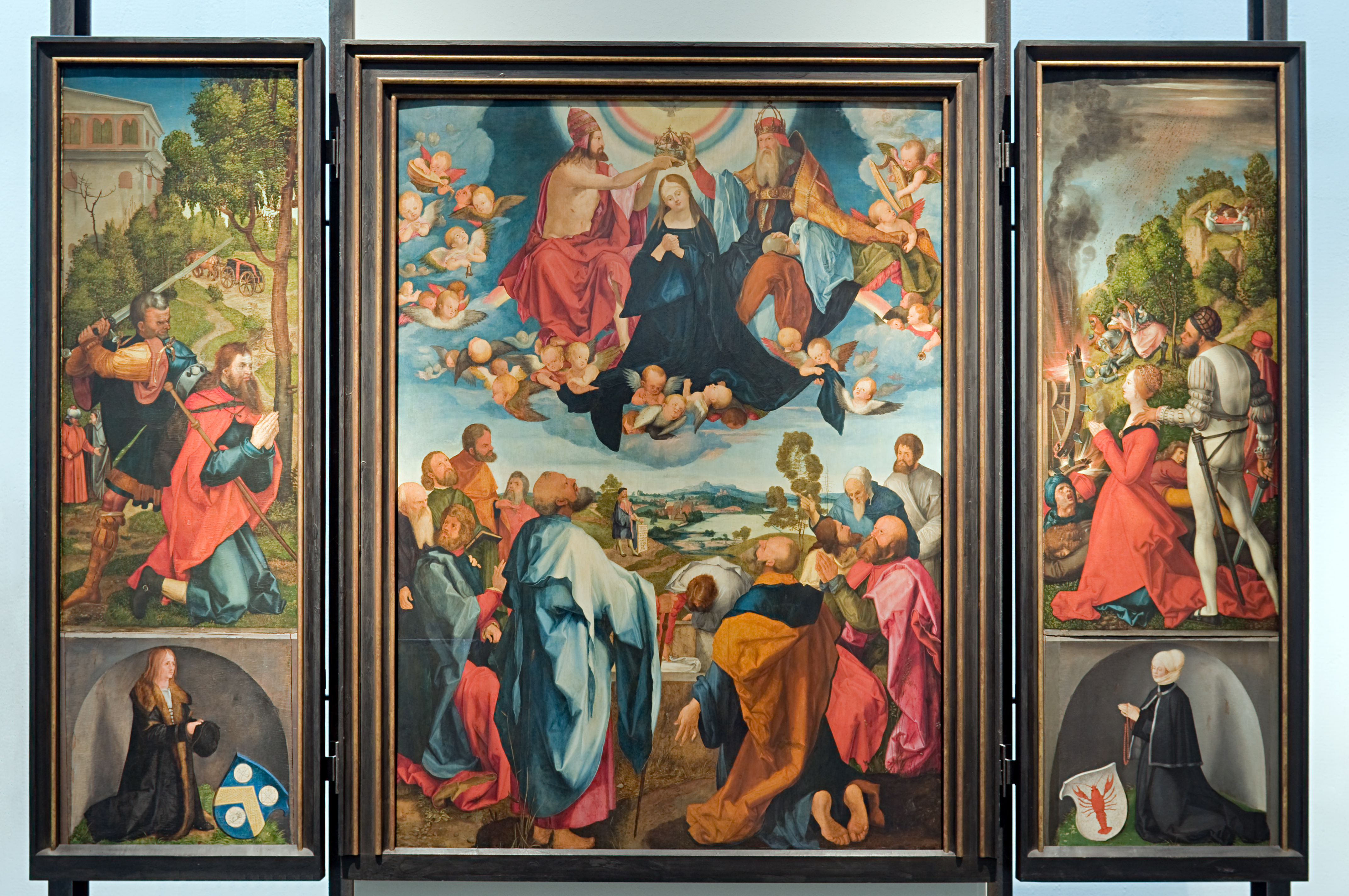
Albrecht Dürer ccombina el tema amb un Assumpció
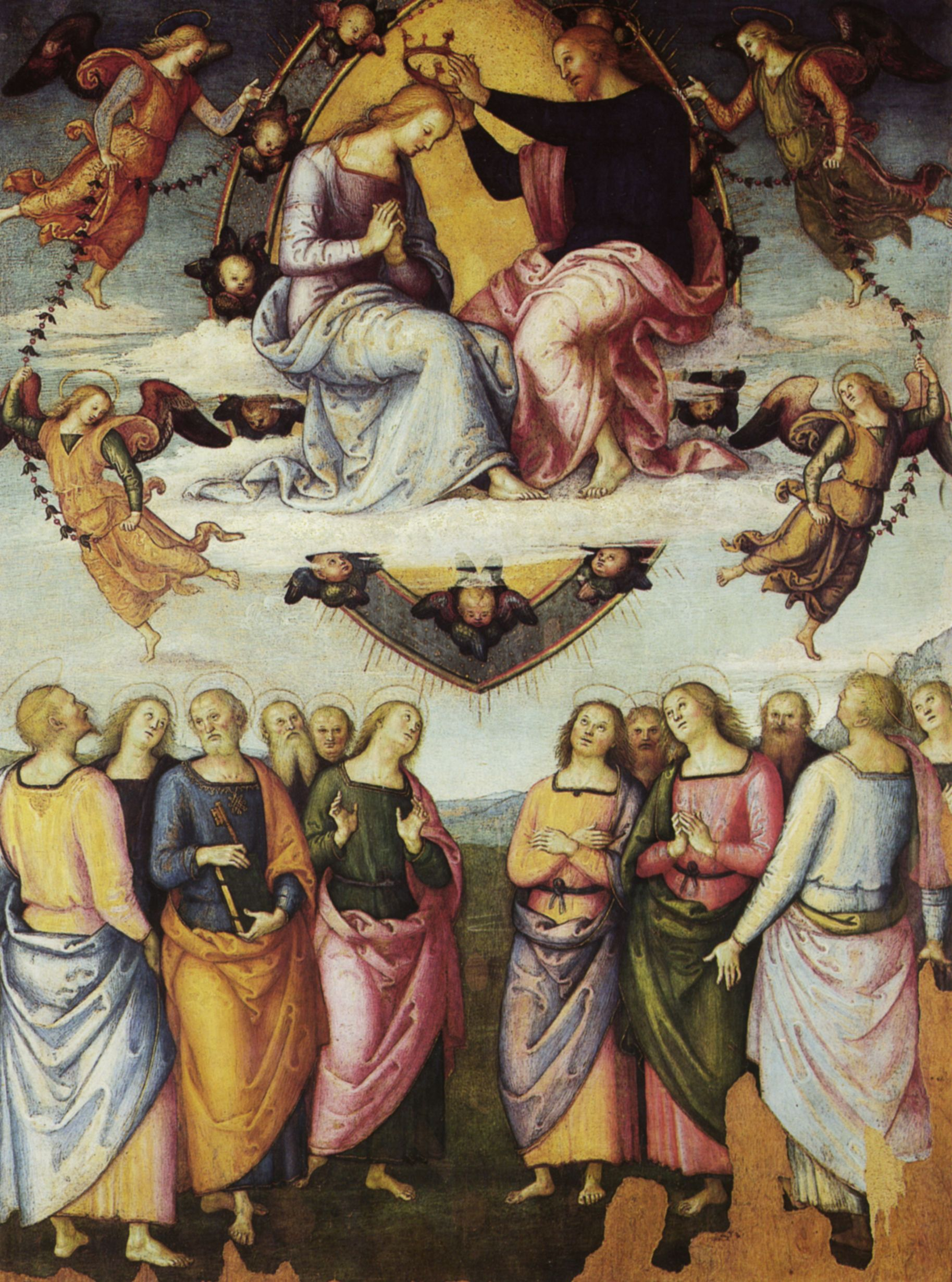
Pietro Perugino, 1504
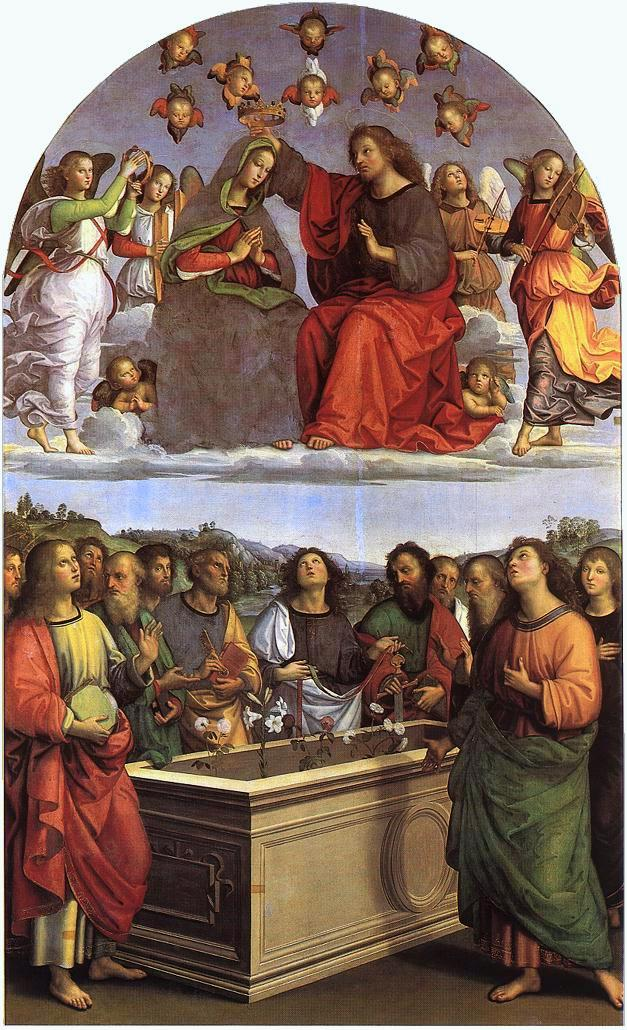
Rafael, 1502-1504
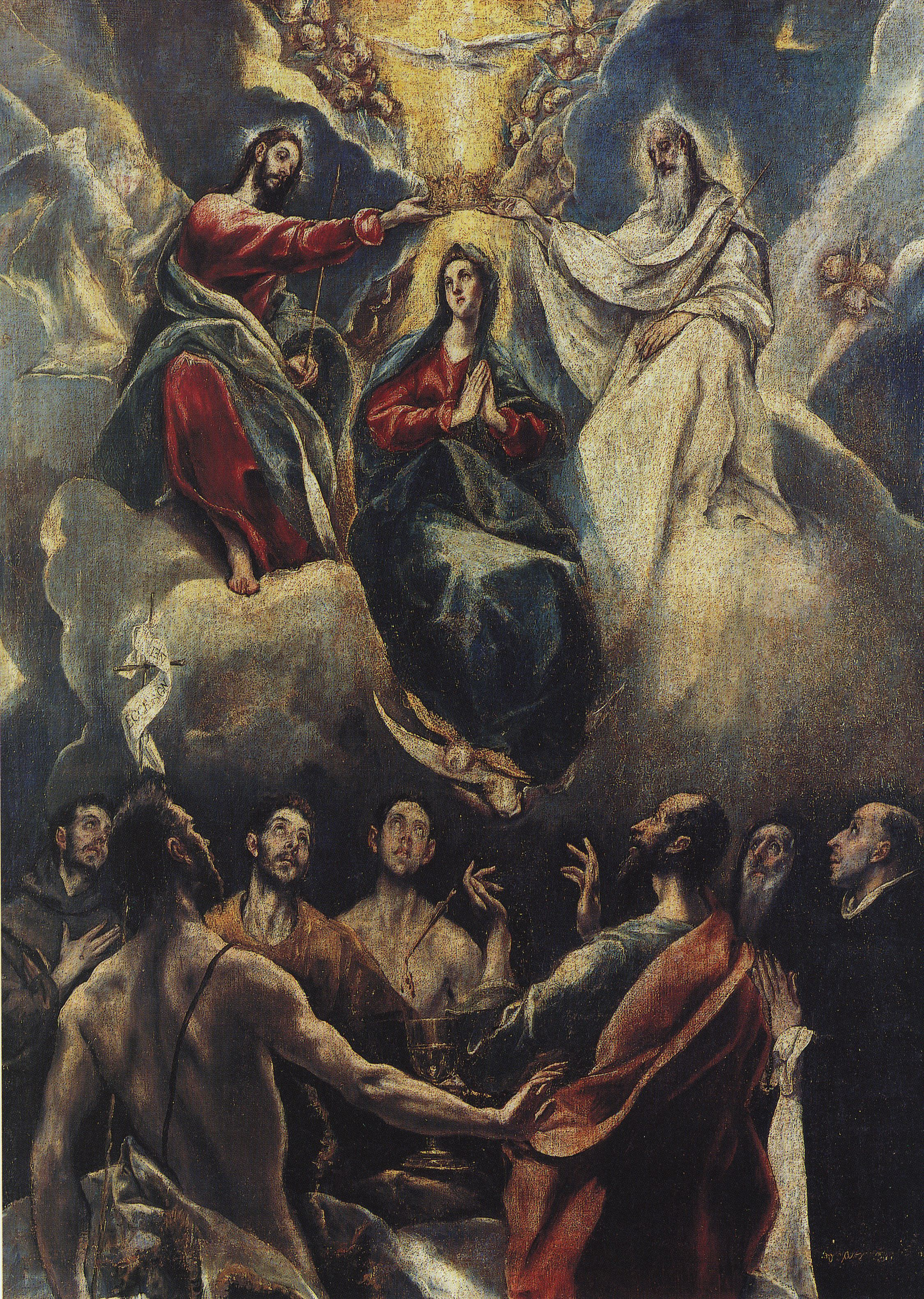
El Greco 1591

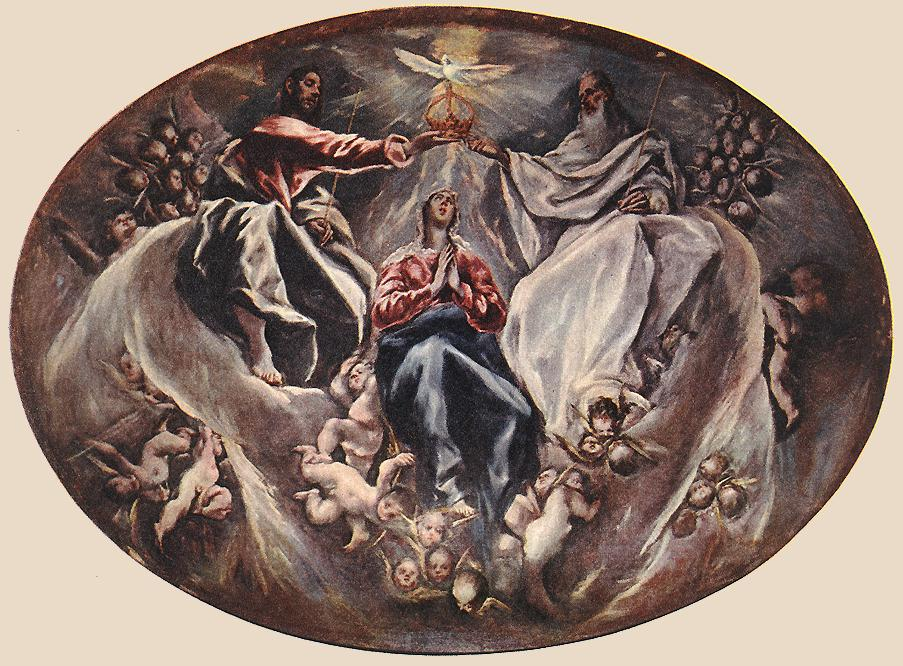
El Greco
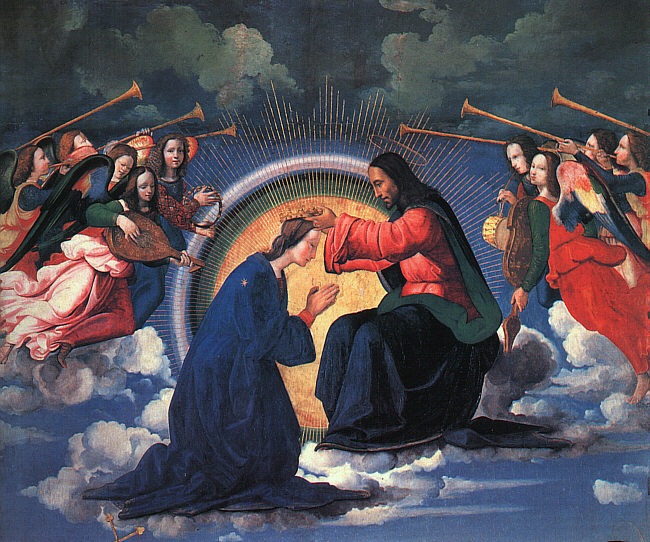
Ridolfo Ghirlandaio, 1504
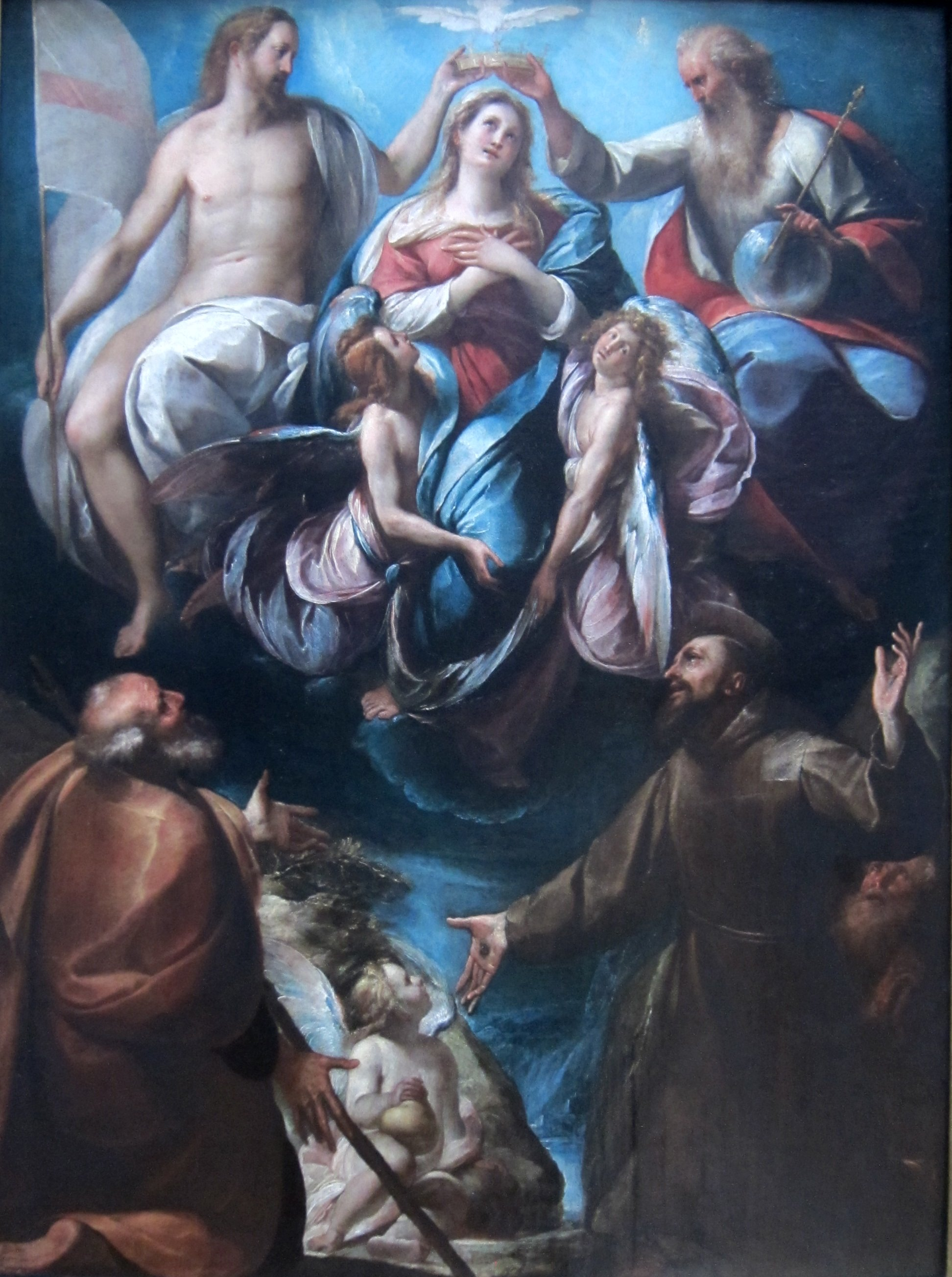
Giulio Cesare Procaccini

### Posteriors a 1900

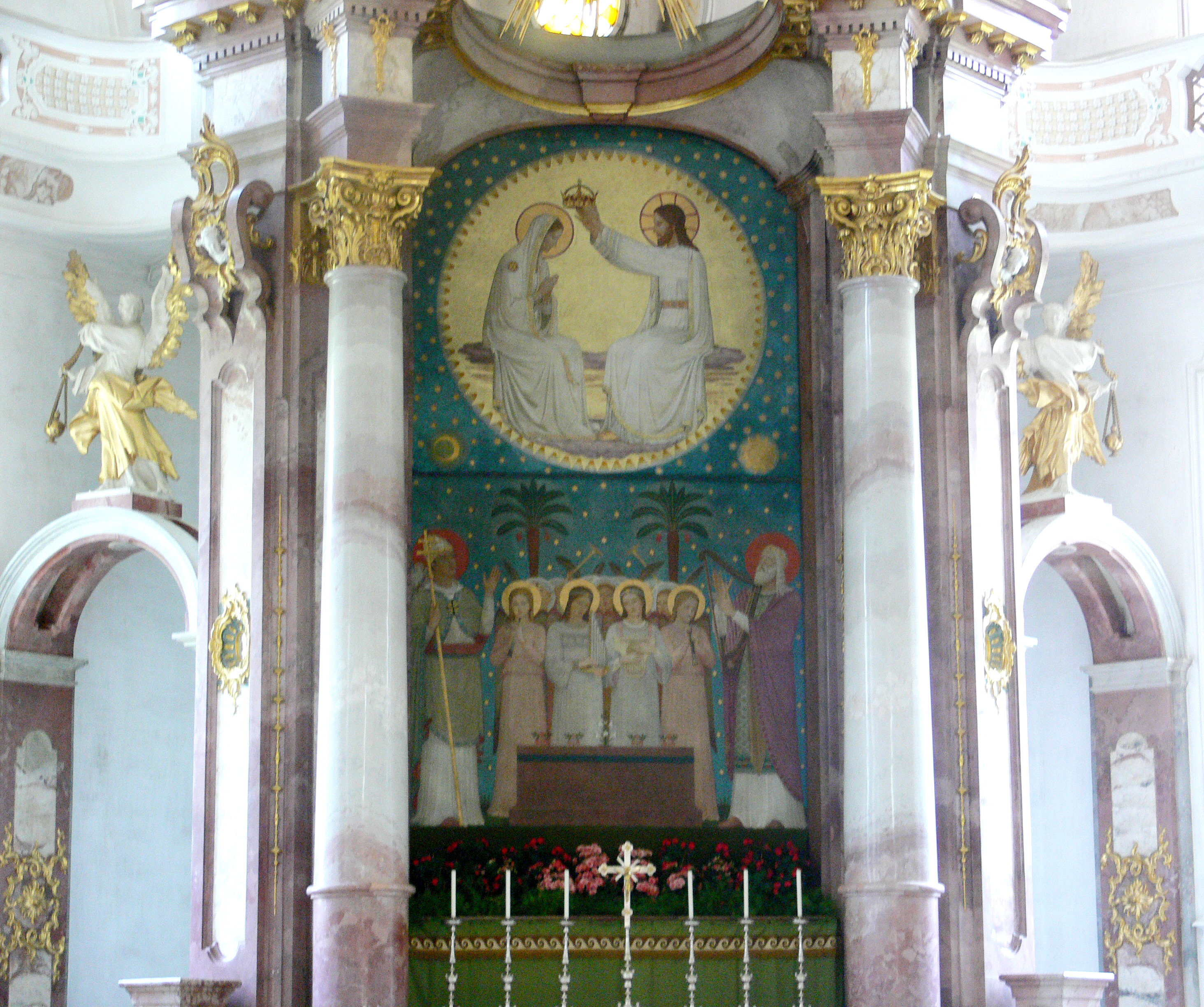
Altar alemany del segle xix
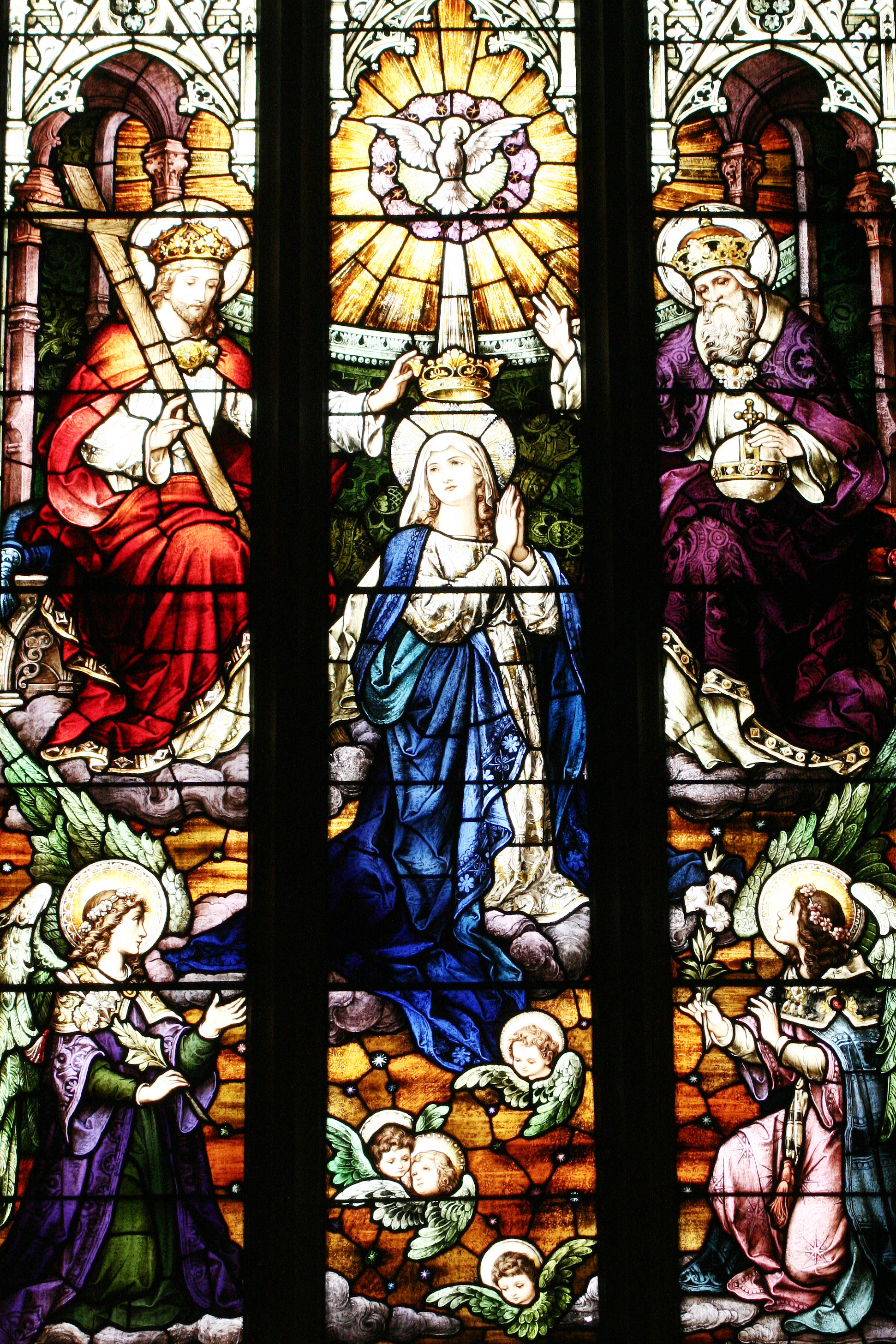
Vitrall a la Catedral de Sant Miquel (Toronto)